# Emmet J. Judziewicz
Emmet J. Judziewicz ( 1953 - ) es un botánico estadounidense; es profesor asistente de Biología, y curador de plantas vasculares en el Herbario Robert W. Freckmann", del Departamento de Biología, Universidad de Wisconsin.

## Algunas publicaciones

### Libros
- 1986. Fields of grass: The varied uses of grasses. Ed. Smithsonian Institution Taveling Exhibition Service. 15 pp.
- 1989. Morphological, anatomical, and taxonomic studies in Anomochloa and Streptochaeta (Poaceae, Bambusoideae). Smithsonian contributions to botany. 52 pp.
- 1993. Flora and vegetation of the Apostle Islands National Lakeshore and Madeline Island, Ashland and Bayfield counties, Wisconsin (Michigan botanist). Ed. Michigan Botanical Club
- 2001. Flora and vegetation of the Grand Traverse Islands (Lake Michigan), Wisconsin and Michigan.
- Zuloaga, fernando o; o Morrone, davidse Gerrit; tarciso s Filgueiras, paul m Peterson, robert j Soreng, emmet Judziewicz; susan j Pennington, editor jefe. 2003. Catalogue of New World Grasses (Poaceae): III. Subfamilies Panicoideae, Aristidoideae, Arundinoideae, and Danthonioideae. Ed. Smithsonian Institution Press. Vol 46:1-662
- merel r Black; emmet j Judziewicz. 2009. Wildflowers of Wisconsin and the Great Lakes Region: A Comprehensive Field Guide. Ed. University of Wisconsin Press; 2ª ed. 320 pp. ISBN 0-299-23054-6

- La abreviatura «Judz.» se emplea para indicar a Emmet J. Judziewicz como autoridad en la descripción y clasificación científica de los vegetales.[1]